# Johann Konrad Dippel
Johann Konrad Dippel (10. srpna 1673 Frankenstein – 25. dubna 1734 zámek Wittgenstein v Severním Porýní-Vestfálsku) byl německý alchymista, lékař, teolog (pietista) a spisovatel. Psal pod pseudonymy Christianus Democritus, Ernst Christian Kleinmann a Ernst Christoph Kleinmann. Během svého života se pohyboval mezi různými německými státy, Nizozemskem, Dánskem a Švédskem.

## Život

### Rodinný původ
Jeho otec, Johann Philip Dippel (1636–1704), byl učitel a pastor v Nieder-Ramstadtu a byl čtvrtou generací luteránských duchovních v rodině Dippelů. Pravděpodobně náboženské pronásledování přimělo rodinu kolem roku 1670 opustit stávající domov a jejich útočištěm se stal hrad Frankenstein, kde se Johann Konrad narodil. Ačkoli měl staršího bratra Johanna Alberta (* 1670), otec plánoval, že pátým kazatelem v rodině by se měl stát mladší syn a za tím účelem se sám ujal chlapcova raného vzdělávání.

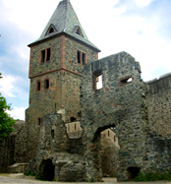
Hrad Frankenstein, místo narození

### Biografie
V letech 1678–86 navštěvoval Johann Konrad Dippel školu v Nieder-Ramstadtu a už jako devítiletý chlapec začal vyjadřovat své pochybnosti o katechismu. V letech 1686–91 studoval na Pädagogiu v Darmstadtu, dne 9. května 1691 byl imatrikulován na univerzitě v Giessenu. Dne 22. července 1693 obdržel magisterský titul (pojednání De nihilo). Na podzim 1694 pracoval jako domácí učitel, v letech 1695–1696 studoval teologii ve Štrasburku, kde se po čtení Spenera odklonil od luteránství a stává pietistou. V srpnu 1696 Dippel prchá ze Štrasburku, poté co zabil soupeře v souboji, a do jara 1697 žije u svých rodičů v Nieder-Ramstadtu. Poté se vrací do Giessenu a stává se domácím učitelem syna hraběte Ernsta z Hesse. Dne 8. července 1697 Dippel obhajuje svou lékařskou disertační práci Circa facultates mentis humanae. V červenci a srpnu 1697 Dippel píše Orcodoxia Orthodoxorum, další jeho spis vyjde o rok později. V roce 1698 se začíná zajímat o alchymii a hermetismus; na podzim 1698 publikuje Wein und Oel in die Wunden des gestaupten Papstthums der Protestierenden. V roce 1699 byl vyslýchán duchovním soudem v Darmstadtu a odsouzen k domácímu vězení. Na podzim 1699 píše Christenstatt auff Erden. Kolem roku 1701 Dippel věří, že se mu podařilo vyrobit kámen mudrců. V roce 1701 si Dippel koupil laboratoř a věnuje se alchymii. V listopadu 1704 je povolán ministrem krále Fridricha do Berlína jako alchymista. V letech 1704–05 Dippel publikuje svou velkou filozofii přírody Weg-Weiser Zum verlohrnen Licht und Recht a v roce 1706 vychází spis Ein Hirt und eine Heerde. V tomto roce (1706) v berlínské královské laboratoři vyvinou Johann Jacob Diesbach a Dippel souhrou náhod berlínskou modř a zároveň Dippel publikuje knihu, jež útočí na antipietistický pamflet biskupa Mayera ze švédského Pomořanska. Dne 8. února 1707 byl Dippel za svůj útok uvězněn v Berlíně; útočná kniha byla spálena na hranici a knihtiskař pokutován. Ve vězení píše spis Berlinische Arrest-Gedanken a dne 14. února 1707 je z vězení propuštěn na přímluvu hrabat Wittgensteina a Reventlowa. V únoru 1707 byl nalezen Dippelův neodeslaný dopis Karlu XII. z roku 1705, ve kterém Dippel pomlouval pruský soud... Byl vydán nový příkaz k jeho zatčení a Dippel z Berlína prchá. Dne 1. března 1707 je Dippel jmenován do funkce radního dánského kancléřství, ale stále čelí pronásledování. Na jaře roku 1707 uniká přes Sasko, Köstritz a Jenu do Frankfurtu a Darmstadtu. V témže roce byla za jeho nepřítomnosti zahájena výroba berlínské modři. Dne 15. října 1707 Frederik IV. poskytuje Dippelovi ochranu a svobodu provádět alchymistický výzkum včetně práva opustit Altonu. Poté Dippel odešel z Altony do Amsterdamu, kde pobýval až do roku 1710. V roce 1708 vydává spis Fatuum a v r. 1709 své sebrané spisy v 1200stránkovém svazku Eröffnete Wege. Dne 23. srpna 1709 nechal pruský král pověsit alchymistu Caetana na pozlacené šibenici v Küstrinu a v tomto roce se alchymista Dippel zapsal ke studiu na lékařské fakultě univerzity v Leidenu. Tam, dne 17. dubna 1711, obhájil svou disertační práci Vitae animalis morbus et medicina a stal se doktorem medicíny. V témže roce (1711) Dippel vydal brožuru proti Kalvinovi a spis Alea belli musulmanici. V roce 1712 si Dippel koupil sídlo Vredenhoef nedaleko Utrechtu, ale v roce 1714 Nizozemsko náhle opustil, pravděpodobně kvůli dluhům. Cestoval lodí z Amsterodamu do Hamburku a vrátil se do tehdy dánské Altony (svatyně pietistů). V Altoně byl v roce 1717 odsouzen na doživotí za výroky proti vlivnému dánskému guvernérovi; byl zbaven všech titulů, ztratil titul radního, jeho spisy byly spáleny na radničním náměstí a v řetězech byl odvezen z Altony na ostrov Bornholm. Zde se v březnu 1725 setkává uvězněný alchymista s duchem cara Petra Velikého († 1725) a píše články o svých ostrovních nálezech zlatých figurek a zlatém rohu. Dippelovy archeologické články byly publikovány v Hamburku. Na jaře v roce 1726 byl z vězení propuštěn na přímluvu či příkaz dánské královny. Po propuštění odešel do Skåne, pak přijal pozvání bohatého obchodníka Johana Hoffmeistera (1699–1744) a od září 1726 pobýval u něj, v Christianfeldu. Na konci ledna 1727 přijel do Stockholmu, kde začal působit jako lékař u královského dvora.
Ve Stockholmu se nechal vtáhnout do domácí politiky a posloužil šlechtě, která proti duchovenstvu usilovala o ovládnutí země. Byla rozpoutána divoká polemika proti (pravoslavnému) duchovenstvu. Rozčarován politickým vykořisťováním a zklamaný zákazem pietistických konventiklů opustil Dippel dne 5. prosince 1727 Stockholm i Švédsko poté, co z něj byl vyhoštěn jako heretik.
Odjel za přáteli do Skåne, kde zůstal do března 1728. Následné roky se pohybuje v Kodani (1728), v roce 1729 se toulá po severním Německu, putuje z Hamburku, Lauenburgu, Lüneburgu, Celle a Braunschweigu do Liebenburgu, odkud byl vyhoštěn.

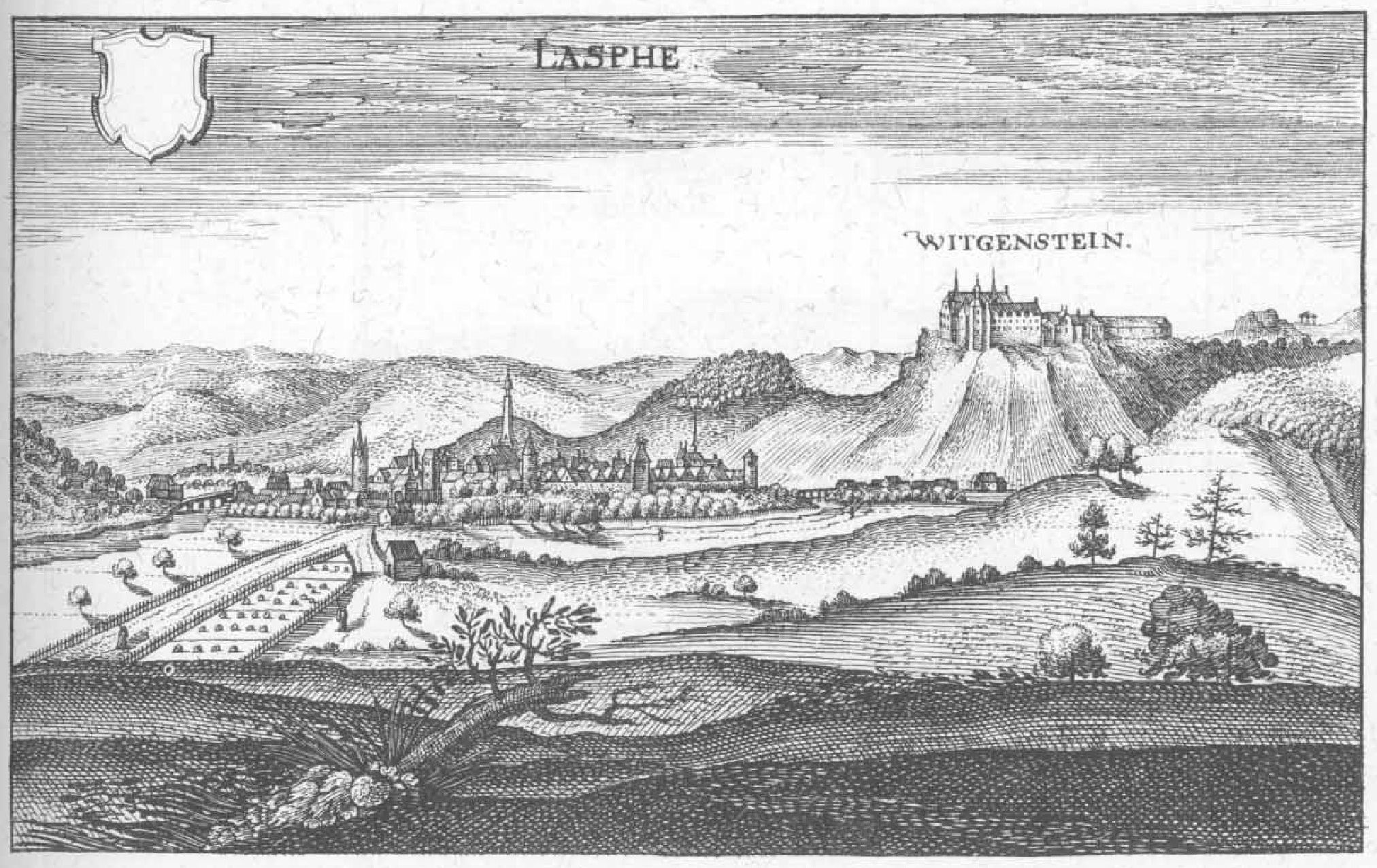
Zámek (původně hrad) Wittgenstein, místo úmrtí

Počátkem roku 1730 Dippel pobývá u hraběte Augusta von Wittgenstein v Berleburgu. Nastěhoval se k Johannu Samuelovi Carlovi a jeho rodině. V roce 1730 Johann Samuel Carl a Dippel zakládají periodikum Geistliche Famain Berleburg. Dippel se rovněž (v roce 1730) setkal s Mikulášem Ludvíkem Zinzendorfem. Umírněný pietista Adam Struensee přijíždí do Berleburgu sloužit jako dvorní kazatel a dne 30. září 1730 se snaží přesvědčit tamní sbor, aby se připojil k formující se moravské církvi v Herrnhutu. V roce 1732 se Carl se svou dcerou a zetěm Adamem Struensee stěhují do Halle (a později oba na Dippela zaútočí). V roce 1733 je Dippel hrabětem Ernstem z Hesenska-Darmstadtu jmenován dvorním radou a vyjednává s ním o převzetí Frankensteinu jako léna proti receptu na elixír. Není jasné, o jaký elixír šlo (např. Elixir vitae byl název Dippelova oleje). V dubnu 1734 Dippel navštívil zámek Wittgenstein a čekal zde na návrat svého starého přítele hraběte Augusta von Wittgenstein. Na zámku dne 25. dubna 1734 zemřel.

## Spisy
Na počátku 18. století byl jedním z nejčtenějších evropských autorů, který psal pod pseudonymy Christianus Democritus, Ernst Christian Kleinmann a Ernst Christoph Kleinmann a napsal více než 70 knih. V 1. polovině 21. století byly publikovány tyto jeho spisy:
- Vitae Animalis Morbus Et Medicina (2023, anglicky),[6]
- Weg-weiser Zum Verlohrnen Licht Und Recht: Oder Entdecktes Geheimnüß Beydes Der Gottseligkeit Und Der Boßheit (2023, anglicky),[7]
- Vera Demonstratio Evangelica, D. I.: Beweiss Der Lehre U. Des Mittler-ampts Jesu-christi Durch Christianum Democritum, (2023, německy),[4][8]
- Christiani Democriti ... Auffrichtiges GlaubensBekäntnüss und kurtze Nachricht was mit einem schwedischen Studioso in den WaysenHause zu Halle wegen einiger teologischen... (2019, německy)
- Etwas Neues, oder Retirade der Lutherischen Orthodoxie in eine neue von etlichen Leibnitzianischen Ingenieurs aufgeworffene Schantze, in welcher Peter Hansen und Friederich Wagner ... den Democritum (2019, německy),[9]
- Die Krankheit Und Arzney Des Thierischen Sinnlich ... Lebens (2015),[10]
- Microcosmische Vorspiele Des Neuen Himmels Und Der Neuen Erde (2015, německy),[11]
- Sämmtliche Schriften, Volume 3... (2012, německy),[12]
- Freye Und Freywillige Replic Auf Die Sotitulirte Abgenothigte Antwort Eines Zeitl. Ministerii in Der Ev.-Ref. Gemeine Zu Wesel Auf Die Von Ernst ... Kleinmann... (2011, anglicky a německy),[13]
- Antwort Auf Die Gegenfragen Womit Ein Freund Aus Stockholm Die Von Christiano Democrito Aufgeworffene Fragen Zu Entkrafften Versuchet (2011, anglicky).[14]

Dochované staré tisky jsou postupně digitalizovány. Fyzicky se jeho díla nacházejí: Geissen – 2 kusy, Štrasburk – 25 kusů, Leiden – pouze M. D. práce, Amsterodam – 6 prací, další chemické a lékařské práce se nacházejí ve Velké Británii...

## Dippelův olej
V listopadu 1704 byl Dippel-alchymista povolán ministrem krále Fridricha do Berlína. Tam sice s (králem plánovanou) výrobou zlata neuspěl, zato měl více štěstí s léčebnými prostředky a vyvinul zde z kostí, kůže, kopyt, potaše a různých přísad Dippelův olej, který nazval Elixir vitae. Olej byl zařazen do lékopisu a k dostání byl v lékárnách ještě v 19. století pod názvem Oleum animale Dippeli. Zde stojí zmínku fakt, že v roce 1704 Dippelovi zemřel otec.

## Pruská modř
Spolu s barvířem Johannem Jacobem Diesbachem se podílel na vzniku berlínské modři. Stalo se tak v roce 1706 v Berlíně a jednalo se náhodný objev. Výroba barvy „ve velkém“ byla zahájena v roce 1707. Objevitelé pojmenovali barvu „berlínská modř“, ale později byla přejmenována širokou veřejností na „pruskou modř“, protože se jí barvily uniformy pruské armády.

## Legenda o Frankensteinovi
Legendy praví, že Dippel-alchymista posloužil jako inspirace pro vytvoření hlavní postavy Frankensteina v románu Mary Shelleyové. Tato tvrzení ale vědci považují za málo pravděpodobné.